# Ihor Kril
Ihor Iwanowycz Kril, ukr. Ігор Іванович Кріль (ur. 10 maja 1961 w Czerwonogrodzie) – ukraiński polityk, przedsiębiorca, poseł do Rady Najwyższej.

## Życiorys
Ukończył w 1985 studia w Lwowskim Instytucie Politechnicznym. Do 1993 pracował jako inżynier programista w zakładach przemysłowych. Następnie zajął się działalnością biznesową, obejmując kierownicze stanowiska w różnych przedsiębiorstwach.
W 2005 krótko pełnił obowiązki zastępcy szefa administracji obwodu dniepropietrowskiego, następnie od marca do listopada tego roku stał na czele regionalnej administracji podatkowej.
W 2006 został deputowanym V kadencji z ramienia Bloku Nasza Ukraina. W 2007 po raz drugi uzyskał mandat poselski z listy Naszej Ukrainy-Ludowej Samoobrony. Należał do Ludowego Związku "NU", w którym był m.in. zastępcą przewodniczącego.
W 2008 objął kierownictwo nowego ugrupowania – Zjednoczonego Centrum. W 2012 nie ubiegał się o poselską reelekcję.